# Czernin (województwo pomorskie)
Czernin (niem. Hohendorf) – duża osada w Polsce położona w województwie pomorskim, w powiecie sztumskim, w gminie Sztum.
Wieś szlachecka położona była w II połowie XVI wieku w województwie malborskim. W latach 1945–1975 miejscowość administracyjnie należała do województwa gdańskiego, a w latach 1975–1998 do województwa elbląskiego.
Nazwa miejscowości funkcjonuje od 1295. Pochodzi od urodzajnej czarnej gleby.
Od 1990 Czernin jest siedzibą parafii św. Królowej Jadwigi.

## Historia Czernina
Zespół dóbr Czernina obejmował Ramzy Małe i Ramzy Wielkie. Właścicielami Czernina byli: Ostenrodowie (1440), Brantowie (początek XVI wieku), Szelińscy (1648), Kczewscy (1788), radca wojenny Schlemmer (historie przekazywane z ust do ust mówią, że radca Schlemmer był wolnomularzem), Hańscy i Puttkamerowie (1810). W latach 1768–1772 dobra czernińskie zostały doszczętnie zniszczone przez oddziały rosyjskie.
Około 1840 Czernin przeszedł w ręce rodziny Donimirskich, której zawdzięcza swój rozwój i rozkwit. Majątek Czernin w latach 20. XIX wieku kupił Antoni Donimirski. W 1857 ziemie i dwór w spadku otrzymał Piotr Alkantary Donimirski. Po śmierci Piotra Alkantarego (1887) jego żona Bogumiła z Wolskich przejęła zarząd nad majątkiem, co spowodowało, że w ciągu następnych kilkunastu lat Czernin znacznie podupadł. W 1900 mająca 84 lata Bogumiła powierzyła zarządzanie dworem Witoldowi Donimirskiemu (swojemu wnukowi). Wkrótce zaczęły napływać dochody, które pomogły podjąć nowe przedsięwzięcie; została założona cegielnia.

## Dwór Donimirskich w Czerninie
Zajmowany przez agencję rolną bardzo zaniedbany pałac dziś nie przypomina swej dawnej świetności. Został on zbudowany prawdopodobnie w XVII wieku, być może przez Szelińskich. Przebudowany przez Witolda Donimirskiego. Halina Donimirska-Szyrmerowa dawny wygląd dworu opisuje: „Po uzdrowieniu gospodarstwa ojciec zajął się zaniedbałym dworem w Czerninie. Założono centralne ogrzewanie, przebudowano wnętrze i doprowadzono do łazienki ciepłą wodę...”. Przed domem rozciągał się owalny trawnik z klombami kwiatów, oddzielony obrośniętym bluszczem murkiem od zajazdu. Murek i dwa słupy po obu stronach ganku zdobiły kamienne kule armatnie. Szczyty posiadłości zdobił herb rodziny (jelenie w skoku, z trzema gwiazdami). Dach pokrywała ciemna dachówka, lśniąca zielonokawobrunatnym szkliwem. Z drugiej strony objazdu, wokół trawnika stał rząd wysokich świerków, które wraz z pasmem krzewów zasłaniały znajdujące się za nimi podwórze. Z ganku wchodziło się przez podwójne drzwi do holu umeblowanego czarnymi meblami gdańskimi z dębowego drewna. Wnętrze zdobiły i nadal upiększają masywne barokowe schody rzeźbione. We dworze było wiele pokoi. Zajmowała je służba, nauczycielki, dzieci oraz gospodarze domu (dużą sypialnię na dole). Poza tym dom był zagospodarowany w salon z wyjściem na werandę, pokój jadalny, salonik oraz gabinet Witolda.
W 1935 r. dwór odwiedził w trakcie swej podróży po Prusach Wschodnich Melchior Wańkowicz, który tak opisał go w książce pt. Na tropach Smętka: Dwór hohendorfski tchnie cały krzyżacką surowością. Gazon zdobi szereg kamiennych armatnich kul, a oryginalnie załamany, podobno stylem krzyżackich domów, dach dźwiga wielkie figury herbowych jeleni Donimirskich.
Swój domek w ogrodzie miał ogrodnik, zaś w głębi ogrodu znajdowała się okrągła kaplica, obecnie w ruinie. W krypcie tej kaplicy spoczywali członkowie rodziny.

## Urodzeni w Czerninie
- Halina Szyrmerowa – polska działaczka społeczna, żołnierz Armii Krajowej, uczestniczka powstania warszawskiego, honorowa obywatelka Sztumu[6].